# Fête de la Victoire et de l'appel du 18 juin
La Fête de la Victoire et de l'appel du 18 juin organisée le 18 juin 1945 est la première commémoration de l'appel du général de Gaulle du 18 juin 1940 quarante jours après la fin de la guerre ; commémoration  dans laquelle s'identifient la fête de la victoire, celle de la Résistance et celle du général de Gaulle lui-même.
Un imposant défilé militaire est organisé sur l'avenue des Champs-Élysées entre l'Arc de Triomphe et la place de la Concorde. Il fait écho au défilé des troupes allemandes le 14 juin 1940 et à ceux du 14 juillet 1919, du 11 novembre 1940 et du 26 août 1944. Pour la première fois depuis 1940, De Gaulle ne prend pas la parole lors d'un 18 juin.
Le défilé met surtout à l'honneur la 2e division blindée (2e DB) du général Leclerc, ce qui provoque la frustration du maréchal Jean de Lattre de Tassigny qui commandait la Première armée. Apprenant au dernier moment qu'il ne présenterait pas les troupes et que sa place est prévue au troisième rang de la tribune officielle, il décide de repartir le matin même pour l'Allemagne et de ne pas assister au défilé. Son épouse Simonne y assiste accompagné du commandant Bullit.
Contrairement à un mythe largement répandu, De Gaulle n'a jamais écarté les troupes « indigènes » du défilé. Bien au contraire, elles  participent massivement au défilé et  afin de rendre hommage aux troupes marocaines, le sultan du Maroc, futur Mohammed V, roi du Maroc, est invité par le général de Gaulle qui lui remettra la croix de compagnon de la Libération. Il sera à cette occasion, avant le roi Georges VI, le premier des cinq chefs d’États à recevoir cette distinction. Jean Favier, alors adolescent, assiste au défilé et écrit « Ce qu'on applaudissait le plus, c'étaient les béliers fétiches aux cornes dorées des régiments de tirailleurs et des tabors. Et les tambours-majors qui, selon leur tradition, lançaient haut leur canne et la rattrapaient en l'air ».
Après le défilé, De Gaulle se rend avec deux cents compagnons de la Libération au Mont-Valérien qu'il consacre comme  « lieu de la mémoire de la France au combat pendant la Seconde Guerre mondiale ».
Selon Jean-Louis Crémieux-Brilhac, cette  « immense célébration de deux jours n'aura pu se comparer qu'au Défilé de la Victoire du 14 juillet 1919 ».

## Galerie

Le défilé de la Fête de la Victoire et de l'appel du 18 juin.
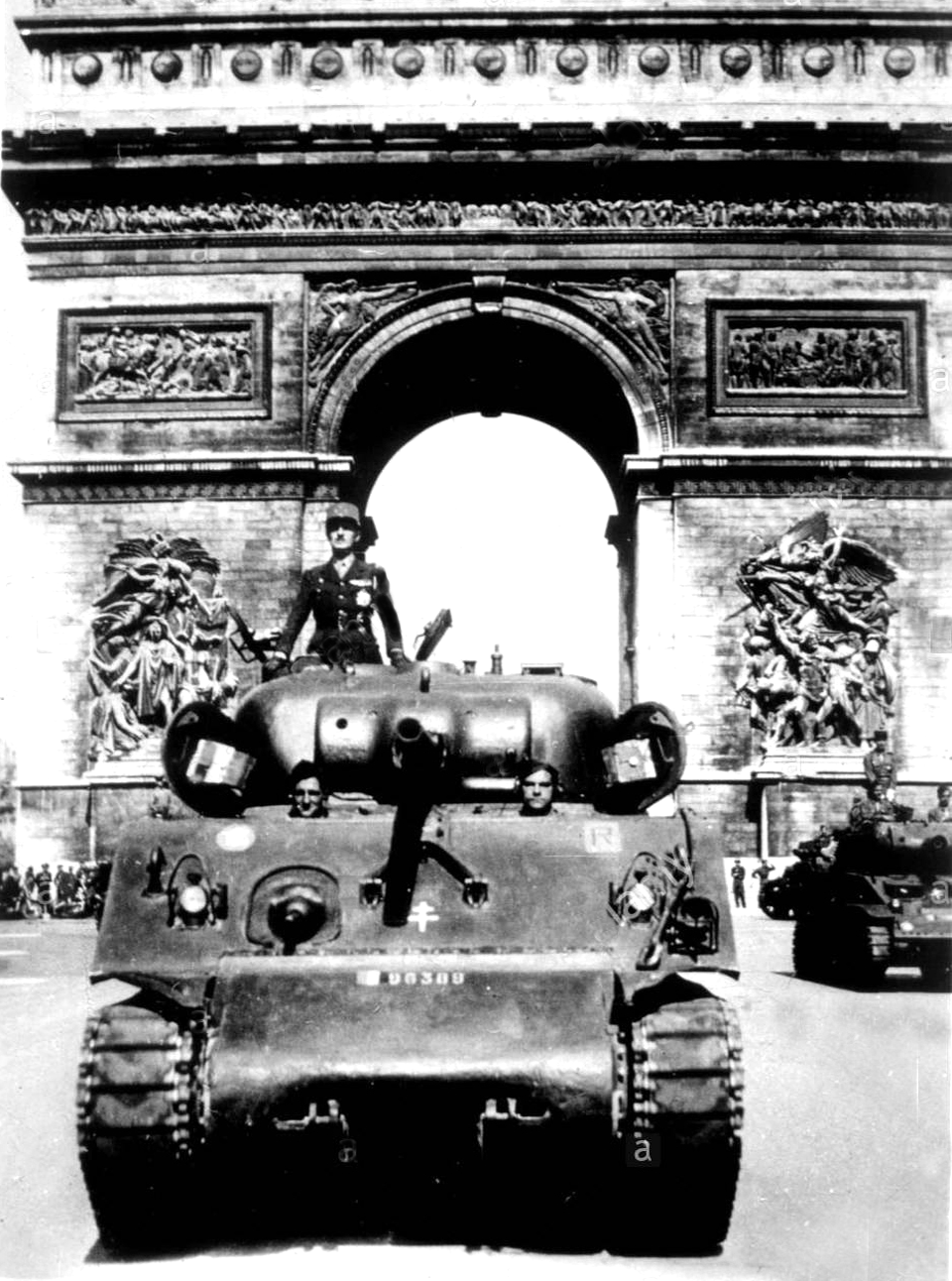
Le général Leclerc et la 2e DB défilent à Paris le 18 juin 1945.
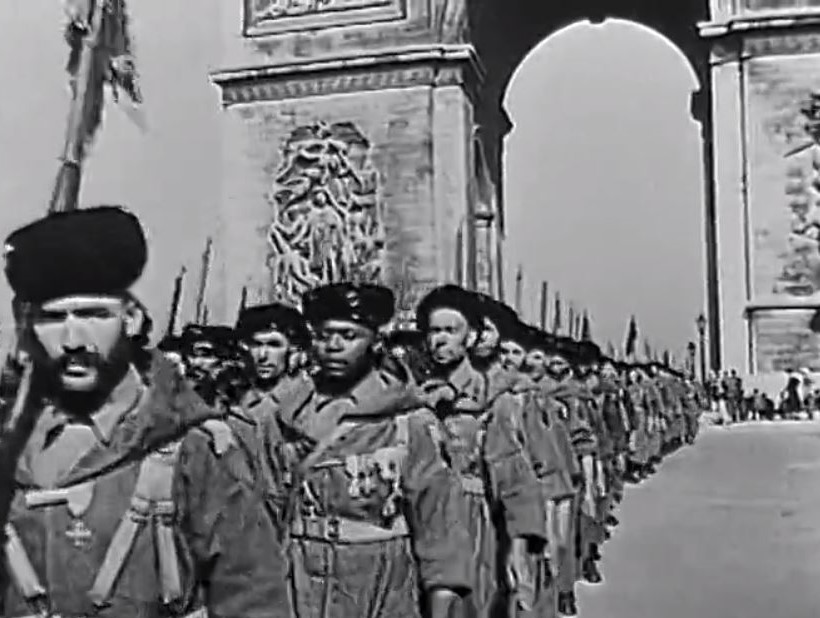
Les goumiers marocains de la Première armée défilent à Paris le 18 juin 1945.
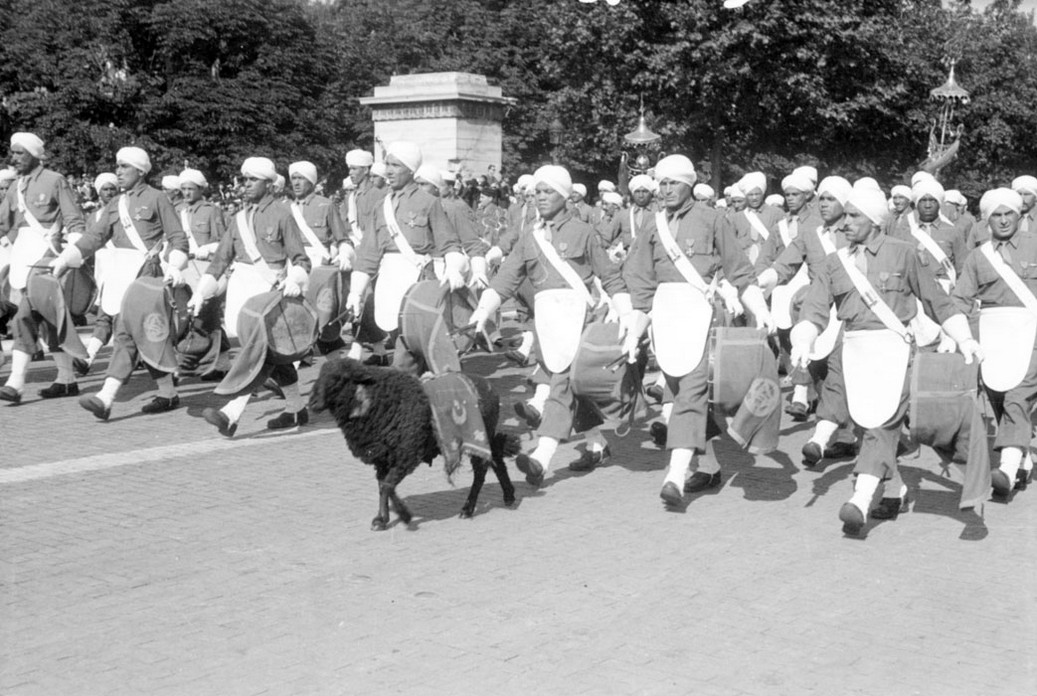
Les tirailleurs des 3e RTA, 6e et 4e RTM de la Première armée, précédés de leur nouba défilent à Paris le 18 juin 1945.
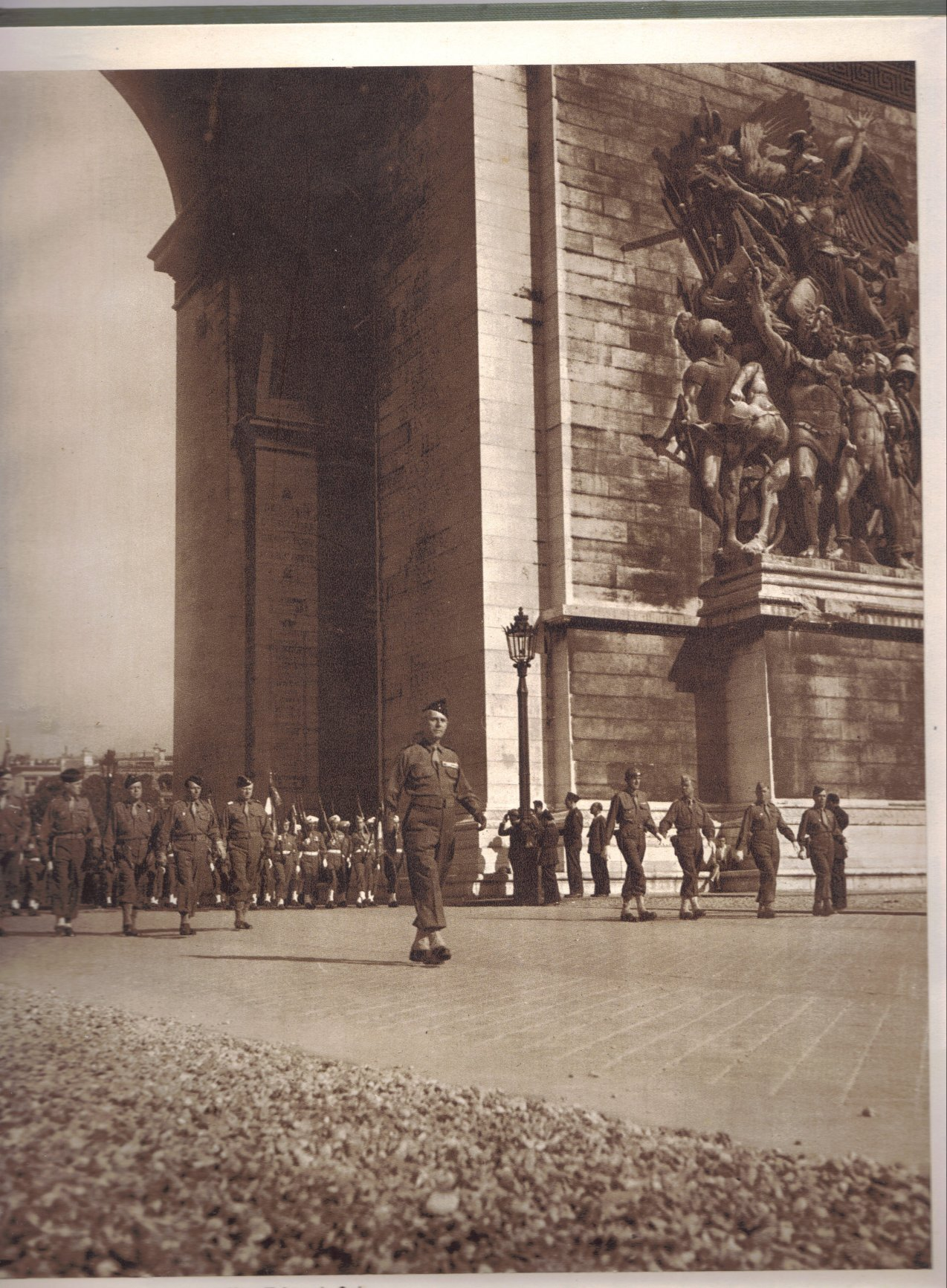
La 14e division d'infanterie de la Première armée défile à Paris le 18 juin 1945, derrière le général Salan

## Bibiliographie
- Philippe Oulmont[15], « 1945, le 18 juin de la Victoire », dans Les 18 Juin - Combats et commémorations, André Versaille, p. 144-145.
- Paul Gaujac, L’armée de libération : 18 juin 1945, le défilé de la Victoire dans Militaria, no 147, Histoire & Collections, 1997
- Les troupes victorieuses défilent dans Paris en présence du général De Gaulle et du sultan du Maroc, la promesse du 18 juin, Le Monde, 19 juin 1945

#### Témoignages
- Le défilé militaire du 18 juin 1945 par Simonne de Lattre,  Simonne de Lattre, Jean de Lattre, mon mari (2). 8 mai 1945-11 janvier 1952, Presses de la Cité, 1972, p. 30
- Le défilé militaire du 18 juin 1945 par Jean Favier,  Jean Favier, Les Palais de l'histoire, Editions du Seuil, 2016, p. 590

#### Images du défilé du 18 juin 1945
- Les armées françaises victorieuses défilent de l'Étoile à la Concorde le 18 juin 1945, Les Actualités françaises du 22 juin 1945, site web de l'INA
- Paris le 18 juin 1945, Henri Tollet, 18 juin 1945, site Ciclic

#### Documentation
- « Mémoire du 18 juin » in  18 juin 1940 : histoire et mémoire, site du Musée de l'Ordre de la Libération, p. 14-21